# Matrix Attachment Regions
Pour les articles homonymes, voir MAR et Mars.

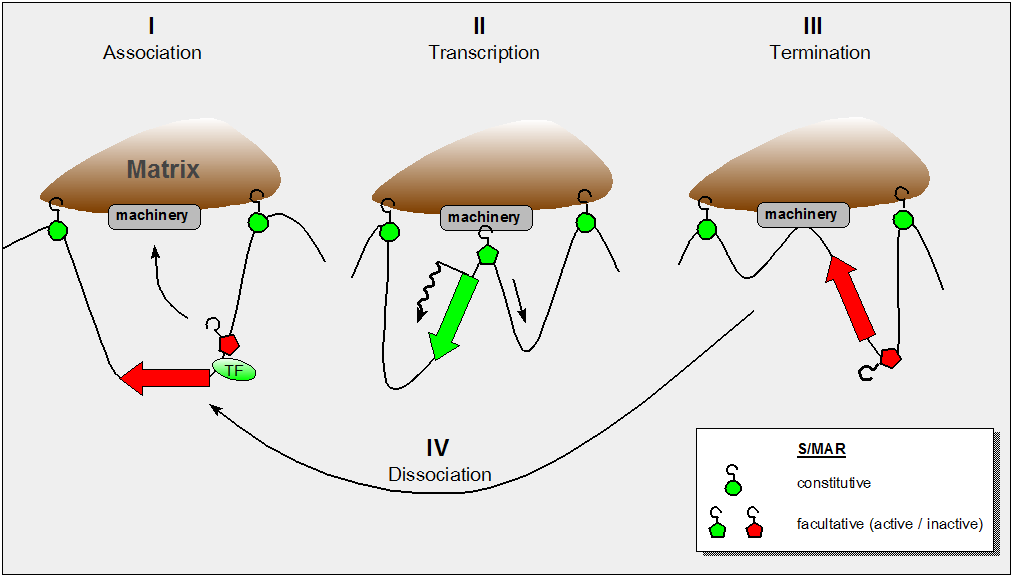
Propriétés dynamiques des interactions matrice nucléaire /S/MAR.

Les MARs ou Matrix Attachment Regions sont des séquences d’ADN eucaryote associées
à la matrice nucléaire pendant l’interphase . Ces éléments jouent un rôle dans la structure de la chromatine,, en organisant le génome des cellules eucaryotes en boucles indépendantes de chromatine. Une telle ségrégation de la chromatine permet de former des régions d’ADN décompacté, plus accessible à la machinerie de transcription.